# Lijst van ereburgers van Hamburg
Dit is een lijst van ereburgers van de Vrije en Hanzestad Hamburg, een stad in Duitsland.

## Ereburgers
- 1813 Friedrich Carl Baron von Tettenborn (1778-1845)
- 1816 Gebhard Leberecht von Blücher (1742-1819)
- 1826 August Otto Graf Grote (1747-1830)
- 1834 J. U. Dr. James Colquhoun (1780-1855)
- 1838 Georg Michael Gramlich (1795-1880)
- 1843 Johann Smidt (1773-1857)
- 1843 Eduard Heinrich von Flottwell (1786-1865)
- 1843 Conrad Daniel Graf von Blücher-Altona (1764-1845)
- 1843 Heinrich Christoph Gottfried von Struve (1772-1851)
- 1871 Otto Fürst von Bismarck-Schönhausen (1815-1898)
- 1871 Helmuth Karl Bernhard Graf von Moltke (1800-1891)
- 1886 Gustav Christian Schwabe (1813-1897)
- 1889 Dr. phil. h.c. Johannes Brahms (1833-1897)
- 1901 Alfred Ludwig Heinrich Karl Graf von Waldersee (1832-1904)
- 1917 Paul von Beneckendorff und von Hindenburg (1847-1934)
- 1950 Adolph Schönfelder (1875-1966)
- 1960 Max Brauer (1887-1973)
- 1971 Herbert Weichmann (1896-1983)
- 1978 Herbert Dau (1911- 2000)
- 1983 Helmut Schmidt
- 1985 Professor Ida Ehre (1900-1989)
- 1986 Dr. h.c. Herbert Wehner (1906-1990)
- 1986 Dr. Gerd Bucerius (1906-1996)
- 1991 Dr. h.c. Kurt A. Körber (1909-1992)
- 1991 Dr. h.c. Prof. Alfred C. Toepfer (1894-1993)
- 1993 Dr. h.c. Rudolf Augstein (1923-2002)
- 1999 Dr. Marion Gräfin Dönhoff (1909-2002)
- 2001 Siegfried Lenz
- 2003 Uwe Seeler
- 2005 Hannelore en Helmut Greve
- 2007 John Neumeier
- 2009 Loki Schmidt